# Doryopteris raddiana
Doryopteris raddiana är en kantbräkenväxtart som först beskrevs av Giuseppe Raddi, och fick sitt nu gällande namn av Fée. Doryopteris raddiana ingår i släktet Doryopteris och familjen Pteridaceae. Inga underarter finns listade.